# Balthasar Permoser

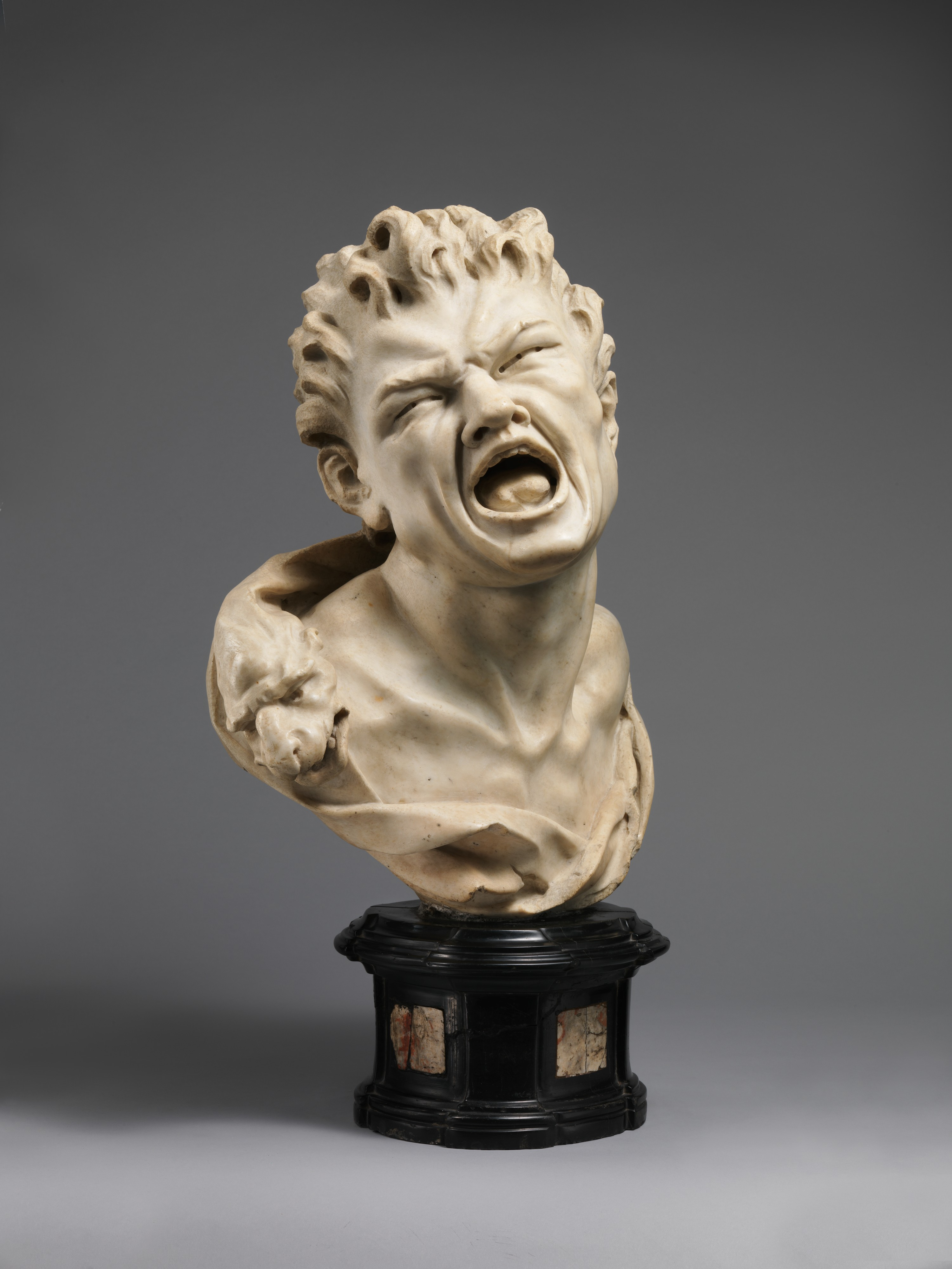
Marsyas (Balthasar Permoser, 1680–85)

Balthasar Permoser (Kammer (Traunstein), gedoopt op 13 augustus 1651 - Dresden, 18 februari 1732) was een gerenommeerde Duitse beeldhouwer en beeldsnijder in de barok.
Hij staat ook bekend onder verschillende naamvarianten, waaronder Belmosel, Delmorel en Fiammingo.
Balthasar Permoser begon zijn loopbaan in Salzburg en Wenen rond 1670, waar hij kort werkte voor prins Eugenius van Savoye. Vervolgens reisde hij naar Venetië en Rome, waar hij zijn vaardigheden verder ontwikkelde. In Florence werkte hij enige tijd aan het hof van Cosimo III de' Medici, wat zijn stijl sterk beïnvloedde.
Later vestigde hij zich in Dresden, waar hij in dienst trad van keurvorst Johan Georg III van Saksen. Zijn werk werd zeer gewaardeerd en hij kreeg verschillende prestigieuze opdrachten. Zijn werk in Dresden werd onderbroken door opdrachten in Italië (1697/1698 en 1725), Salzburg, Wenen en Berlijn. Dresden bleef echter tot aan zijn overlijden in 1732 zijn thuisbasis. 
Permoser wordt herinnerd als een invloedrijke figuur in de barokke beeldhouwkunst, met een carrière die zich uitstrekte over verschillende Europese culturele centra. Zijn werken, gekenmerkt door dramatische expressie en technische beheersing, blijven een belangrijk onderdeel van het culturele erfgoed van deze periode. Paul Egell was een leerling van hem.
Balthasar Permosers geboortehuis aan de Moosstrasse 2 in Kammer is bewaard gebleven. 
- Bibsys: 90507421
- Gemeinsame Normdatei: 118592769
- International Standard Name Identifier: 0000 0001 2208 3124
- Library of Congress Control Number: nr2002025665
- Nationale Bibliotheek van Tsjechië: xx0205252
- Nationale Bibliotheek van Polen: a0000003239948
- Nederlandse Thesaurus van Auteursnamen: 07091673X
- RKD-Nederlands Instituut voor Kunstgeschiedenis: 62719
- Istituto Centrale per il Catalogo Unico: VEAV498208
- Système universitaire de documentation: 059897694
- Union List of Artist Names: 500006029
- Virtual International Authority File: 3263268
- WorldCat: E39PBJpymYVTdwQqdB6GG8BwYP